# Tomb Raider (игра, 2013)
Tomb Raider (с англ. — «Расхитительница гробниц») — компьютерная игра в жанре приключенческого боевика от третьего лица с ролевыми элементами, вышедшая на PlayStation 3, Xbox 360 и PC 5 марта 2013 года. Игра была разработана американской студией Crystal Dynamics совместно с канадской компанией Eidos Montreal и издана холдингом Square Enix. Официальным дистрибьютором и локализатором в России стала компания «1С-СофтКлаб». Впоследствии была портирована на PlayStation 4, Xbox One, macOS и Linux. Слоганом Tomb Raider служит фраза «Рождение легенды» (англ. A survivor is born).
Проект, представляющий собой перезапуск серии Tomb Raider, повествует о молодой девушке-археологе Ларе Крофт, попавшей после кораблекрушения на таинственный остров. Основная концепция игры состоит в смене эмоционального образа протагонистки, которой необходимо сражаться в условиях дикой природы. Геймплей проекта строится на схватках с врагами, решении головоломок и изучении мира. К основным игровым новшествам относятся появление системы укрытий, побочных квестов и мультиплеера. Большинство ключевых лиц, ответственных за написание сценария, создание музыкального сопровождения и озвучивание, держалось студией в секрете долгое время. До релиза проекта разработчиками устраивались презентации в различных странах, в том числе в США, России, Испании, ЮАР, Франции, Германии и Великобритании.
По итогам многочисленных выставок Tomb Raider победила в номинациях на лучший экшен, лучший приключенческий боевик, лучший трейлер, стала лучшей игрой Electronic Entertainment Expo, в общей сложности собрав более 150 наград. Большинство обозревателей сочли перезагрузку удачной, но отметили внутренний дисбаланс сюжета и игрового процесса. Похвалив высокую кинематографичность проекта, качественное художественное исполнение, а также боевую систему, рецензенты остались недовольны героями второго плана, многопользовательским режимом и нереализованной концепцией выживания. Сексуальное насилие вызвало резко негативную реакцию у западных критиков. Продажи проекта, первоначально оказавшиеся ниже ожидаемых, достигли запланированных 6 миллионов спустя почти год после релиза. Tomb Raider являлся основой для третьей экранизации серии, выпуск которой состоялся в 2018 году.

## Игровой процесс

### Основы
Геймплей Tomb Raider основывается на трёх столпах: сражениях с врагами, решении головоломок и изучении мира. Общая продолжительность девятой части серии варьируется и в среднем может достигать 12—15 часов. Видеоигра условно поделена на три части: выживание, спасение и побег. Для того чтобы сделать её доступной для максимально широкого круга пользователей, в ней используется несколько уровней сложности: лёгкий, средний и сложный. Данные градации преимущественно влияют на боевую систему. В проекте присутствуют элементы нелинейности, основанные на различных механиках игрового процесса. Tomb Raider поддерживает систему достижений. Многие из них, по выражению создателей, достаточно «веселы и забавны», а определённая их часть является пасхальными яйцами. Получение того или иного достижения зависело от количества собранных документов, реликвий, разграбленных гробниц, приобретённых навыков, убитых врагов и отдельных способов расправы над ними.
Концепция уровней претерпела существенные изменения — по задумке разработчиков, они стали более нелинейными, создавая ощущение полуоткрытого мира. Игровые локации делятся на зоны, между которыми можно свободно перемещаться, выполняя те или иные задания. Бренд-директор серии Карл Стюарт отмечал, что студия постаралась подарить игрокам как можно больше свободы, чтобы избавить игроков от ощущения навязчивого прохода через цепочку скриптов. Исследование мира открывает новые способности, а последние, в свою очередь — новые части уровня.
Все игровые квесты строятся вокруг натуралистичной физической модели и базируются на контроле массы и веса, свойствах огня, воды, ветра и различных материалов. Разработчики не стали создавать полностью открытый мир, поскольку центральное место в проекте занимает сюжет. Изобретение загадок являлось одной из наиболее сложных проблем при проектировании уровней, так как они напрямую зависели от окружающей обстановки, физики конкретной ситуации и определяли взаимодействие игрока с внутриигровым миром. В прошлых играх серии головоломки основывались на механике рычагов и нажимных плит, в Tomb Raider же загадки более органично вписаны в игровой контекст. Первые этапы игры построены таким образом, чтобы обучить игрока правилам, по которым взаимодействуют различные предметы. В проекте присутствуют задачи с несколькими способами решения.

### Навигация
Игрок получает возможность свободного передвижения по острову, почти полностью открытому для посещения, за исключением некоторых частей, которые, впрочем, можно исследовать при получении необходимого оборудования. На ранней стадии разработки протагонистка могла разведывать местность верхом на лошади, однако впоследствии от этой возможности отказались, поскольку игровые локации не подходили для конных пробежек. Среди других геймплейных особенностей присутствуют такие стелс-элементы как способность красться и прятаться в тени. Динамичная система укрытий даёт возможность Ларе автоматически припадать к стене и быстро передвигаться между укрытиями.
В игре также наличествуют и ролевые элементы: Лара использует лагерь, где она создаёт и модернизирует вещи, приобретает новые навыки и расходует полученные очки опыта. С этой базы она может быстро возвращаться на уже пройденные локации для поиска особых предметов в труднодоступных местах. Игрок может выполнять побочные квесты, исследовать подземелья, находить маски но, фрагменты дневников и прочие объекты, некоторые из которых освещают сюжетную предысторию. Собрав артефакты, Лара сможет открыть некую глобальную тайну острова.
Система передвижения и прыжков подверглась переработке. Как и в реальной жизни, протагонистка не может просто подойти к скале и забраться на неё, поскольку подъём может быть слишком крутым, а поверхность — каменистой. Впрочем, некоторые из мест хорошо подходят для альпинизма. Лара может цепляться за уступы и прыгать с одного на другой, а также съезжать по тросам. В проекте используется система визуальных подсказок. С целью навигации Лара может пользоваться особой способностью, так называемым «Инстинктом выживания» (англ. Survival instinct). При его активации окружающий мир тускнеет и приобретает оттенки серого, а важные предметы и области подсвечиваются жёлтым светом. Он также указывает направление движения и цель миссии.

### Боевая система
Боевая система изменилась: по замыслу разработчиков, каждая схватка призвана создать ощущение реальной борьбы за жизнь. Crystal Dynamics отказались от использования системы захвата цели в пользу свободного прицела. Первоначально у Лары отсутствует оружие, инструменты и комплектующие детали для модернизации арсенала. Для того чтобы выжить, героиня должна найти или изготовить всё это самостоятельно. В арсенале синглплеера присутствуют альпинистский топорик, лук, пистолет, дробовик и автомат времён Второй мировой войны, в многопользовательском режиме — однозарядный гранатомёт, автоматическое ружьё, пулемёт, композитный лук и прочее. Каждый из этих видов оружия обладает базовым набором функций, которые впоследствии можно улучшать. Появление оружия тесно переплетено с сюжетом и эмоциональным состоянием протагонистки. По ходу игры героиня может сражаться с врагами врукопашную. В игре представлены возможности ведения ближнего, дальнего боя, а также присутствует режим стелс. Согласно статистическим данным, за 11 дней после релиза игроками было убито более 5,29 млн оленей, с помощью лука — свыше 147,675 млн врагов, и было разграблено более 3,57 млн гробниц.
На ранних этапах разработки сообщалось, что травмы должны были напрямую влиять на игровой процесс — их нужно было лечить, а серьёзные повреждения могли приводить к изменениям в скорости передвижения главной героини. Травма грудной клетки не должна была позволять протагонистке высоко прыгать. Студия Crystal Dynamics рассматривала возможность получения героиней тяжёлых переломов, но впоследствии отказалась от всех этих идей. В финальной версии игры при ранениях здоровье Лары восстанавливается автоматически.

### Режимы
Во время разработки игровые обозреватели предполагали, что видеоигра приобретёт статус многопользовательской. Это мнение подкреплялось тем фактом, что в конце декабря 2010 года разработчик на сайте Gamasutra объявил о поиске продюсера и ведущего дизайнера мультиплеера, которые примут участие в работе над Tomb Raider. Первоначально Crystal Dynamics не подтверждала и не опровергала подобной информации, а впоследствии удалила эти сведения. Несколько позже разработчики заявили, что не исключают возможности мультиплеера. В декабре 2012 года на сайте торговой сети GAME появилась информация, согласно которой в Tomb Raider игроки смогут совместно бороться за выживание, выбрав одну из сторон конфликта — обитателей острова либо матросов с корабля. Однако спустя пару часов данные были удалены. Официальное подтверждение первоначально было опубликовано в твиттере бренд-директора серии, а после — в декабрьском выпуске журнала Official Xbox Magazine.
В проекте используется четыре многопользовательских режима. В первом из них, «Team Deathmatch» (с англ. — «Командный бой»), выжившие сражаются с островитянами и могут устанавливать ловушки и капканы, а также активно использовать разрушаемое окружение. Во втором, носящем название «Rescue» (с англ. — «Спасение»), команде выживших необходимо собирать аптечки и доставлять их в специальные пункты назначения, а Падальщикам — противостоять этим действиям и убивать определённое количество противников. В режиме «Cry for Help» (с англ. — «Крик о помощи») выжившие активируют радиопередатчики, а фанатики убивают матросов и забирают батареи с их тел. В мультиплеере есть возможность выбирать различных персонажей, отличающихся характеристиками. Каждая из команд обладает определёнными преимуществами: так, Падальщики хороши в альпинизме и быстро перемещаются, а выжившие с корабля обладают более мощным оружием, могут оживлять павших и не умирают сразу.

## Сюжет

### Описание
После окончания обучения в колледже Лара Крофт отправляется в экспедицию к островам у берегов Японии в Треугольник Дракона, считающийся противоположностью Бермудского треугольника. Спустя три дня корабль попадает в шторм, и буря разламывает судно на две половины, отделяя Лару от остальной команды. Протагонистка попадает на таинственный остров Яматай, в прибрежной зоне которого покоятся древние корабли викингов, бомбардировщики B-25, галеоны XVII века и военные катера 1940-х.
Её подвешивают вверх ногами в пещере и оставляют, сочтя погибшей. Освободившись, она встречает аборигена, который пытается её убить. В итоге протагонистка выбирается из пещеры, а преследователь оказывается завален грудой камней. Лара исследует остров в поисках выживших после кораблекрушения. Постепенно продвигаясь вглубь острова, она обнаруживает сумку Сэм, в которой находится видеокамера и рация. Укрывшись от проливного дождя под утёсом, Крофт разжигает костёр и согревается. По рации от капитана она узнаёт, что остальные члены команды следуют к древним руинам. По пути туда Лара встречает свою подругу Сэм и странного человека по имени Ма́тиас, который утверждает, что он принадлежит к группе выживших. Присев у костра, Крофт засыпает. Очнувшись, она обнаруживает, что её спутники исчезли. Протагонистка встречается с подоспевшей командой. После, разделившись на два отряда, они решают разведать местность и найти Саманту и капитана.
Обследовать руины Лара отправляется с доктором Уитменом. Он, изучив некоторые рисунки, предполагает, что местные жители некогда поклонялись японской обожествляемой царице Пимико, имеющей контроль над силами природы. Из засады на них нападают туземцы, разговаривающие между собой на русском языке. Уитмен сдаётся, их пленят и приводят в лагерь Падальщиков, в котором находятся некоторые члены команды. Один из заключённых пытается осуществить побег, но его убивают. Когда бандиты отвлеклись, связанной Крофт удаётся бежать. Владимир пытается её остановить и изнасиловать. Сделав усилие, Лара отбирает у него пистолет и стреляет преследователю в голову.
Сбежав из сгоревшего лагеря, Лара обнаруживает капитана Конрада Ротта, который потерял сознание, отстреливаясь от волков. Очнувшись, Ротт просит отнести передатчик на радиовышку, чтобы передать сигнал SOS. Крофт сомневается, сможет ли она это сделать. Добравшись до пункта назначения, она посылает сигнал бедствия, на который откликается поисковый самолёт. Борт М17А подлетает к острову, но внезапно в него бьёт молния, и он падает. Пилоты успевают катапультироваться. Несмотря на то, что Лара пытается их спасти, Падальщики добираются до них первыми и убивают обоих. По приказу Матиаса Лару оглушают. Она просыпается в помещении горного монастыря, заваленного грудами полусгнивших трупов. Неподалёку Крофт обнаруживает гробницу Пимико. Из настенных росписей Лара понимает, что древняя царица хотела провести ритуал передачи власти под названием «Вознесение». С героиней связывается Сэм, укравшая рацию у охранника. Она говорит, что Падальщики держат её во дворце и хотят провести огненный обряд.
Выясняется, что люди, населяющие остров, называющие себя Братство солнца, будь то моряки, пираты или учёные, также случайно попали на берег, не смогли выбраться и остались на нём жить, и объединились в группы под руководством Матиаса. Островитяне верят, что Пимико заманивает суда на остров и не выпускает их обратно. Матиас узнаёт, что Саманта является дальней родственницей легендарной Императрицы. И для того чтобы покинуть остров, он решает принести Сэм в жертву. По пути во дворец, рулевой Гримм, схватившись с одним из противников, падает в пропасть. Лара, обвиняя себя в его смерти, при поддержке Ротта, добирается до места назначения. Однако разожжённый Матиасом костёр, в котором находилась Саманта, тушится из-за порыва ветра, отмечая её как наследницу Императрицы Солнца. Меж тем, схваченной Ларе удаётся вырваться и скрыться.
Во дворце Лара встречает Уитмена, который говорит, что Падальщики дали ему некоторую долю свободы, разрешая свободно перемещаться. У капитана получается связаться с вертолётом, который подлетает к горящему зданию. Лара едва успевает запрыгнуть на борт. Пока Крофт пытается заставить пилота приземлиться и вернуться за остальными, вертолёт попадает в бурю и падает. Лара чуть не погибает в аварии, но её реанимирует Ротт. Добравшееся до места крушения Братство убивает Конрада томагавком, который предназначался для главной героини. Впоследствии его тело сжигают на костре.
Освободив всех членов команды, которых захватили в плен, Лара начинает подозревать Уитмена в связи с сектантами. Лара и Алекс возвращаются на корабль «Эндьюранс», для того чтобы взять инструменты, без которых не получится отремонтировать катер. Добыв их, Алекс попадает под завал. Он решает принести себя в жертву, для того чтобы Лара смогла вернуться к выжившим. Главная героиня понимает, что погодные явления на острове носят сверхъестественный характер и так или иначе связаны с Пимико. Она пробирается на военную станцию, под которой располагалась гробница высокопоставленного самурая, совершившего сэппуку. Вытащив из него катану, Лара обнаруживает в ней спрятанную записку, из которой явствовало, что бури являются проявлением гнева Пимико, чья душа не может уйти из тела. Крофт понимает, что «Вознесение» являлось обрядом передачи души. Вернувшись в лагерь, протагонистка обнаруживает предательство Уитмена, сдавшего Саманту Матиасу.
Лара, Иона и Рейес отправляются в погоню на катере к монастырю Штормовых Стражей. Протагонистка видит как Стражи убивают Уитмена. После боя с охранниками Императрицы, Крофт взбирается на вершину зиккурата, где Матиас начал ритуал. В конце концов Лара убивает антагониста, чьё тело падает в пропасть, и спасает Саманту. Передача души прерывается и тело Пимико рассыпается в прах. Погода проясняется. Выжившие покидают Яматай. Лара Крофт говорит, что не собирается возвращаться домой. Она закрывает свой дневник, на котором виднеется надпись — Кроатоан.

### Персонажи
Протагонисткой игры является Лара Крофт, 21-летний археолог. Она умная, внешне привлекательная, амбициозная и в то же время молодая и неопытная девушка. По словам разработчиков, ум главной героини представляет огромную часть сексуальной притягательности протагонистки, которая также исходит из её выносливости и непоколебимости, красоты и уязвимости. Лара доверчива, но не наивна. Ключ к её внутренней силе лежит в борьбе и преодолении собственных страхов. После окончания образования у Лары сформировалось глубокое понимание мира. Она начитанна, но ещё многого не испытала на собственном опыте. Протагонистка отправляется в экспедицию для того, чтобы «прочувствовать мир» и вновь найти потерянное чувство оптимизма. Героиня хочет добиться расположения членов команды, быть принятой друзьями. История протагонистки состоит из взлётов и падений, чей конечный результат — становление воина. По ходу игры ей приходится совершать ужасные поступки, постоянно находясь на грани жизни и смерти. Лара подозревает, что именно по её вине произошло кораблекрушение, поэтому мотивацией героини служит спасение людей, оказавшихся в опасности. Источником вдохновения для образа героини стала Амелия Эрхарт. Классическая и новая Лара обладают чем-то бо́льшим, чем просто мимолётным сходством. Они обе амбициозны и склонны к авантюрам, им близка археология и древние культуры. «Её физической выносливости и силе духа можно позавидовать» — говорил Сюарт. Создатель Лары Тоби Гард отметил, что главным изменением в обновлённой героине является человечность. Камилла Ладдингтон считала свою героиню секс-символом, поскольку протагонистка отважна и сражается за свои убеждения. Игровая пресса сравнивала новую внешность героини с Джессикой Альбой, Кейт Остин и Мишель Дьюберри. Хотя на самом деле черты лица Лары были позаимствованы у 23-летней модели Меган Фарка (англ. Megan Farquhar), а тела — у 20-летней голливудской каскадёрши Тары Спэдэро (англ. Tara Spadaro).
До релиза поклонники часто спрашивали у разработчиков, появятся ли в игре такие персонажи из предыдущих проектов, как дворецкий Уинстон (англ. Winston), Двойник (англ. Doppelganger) и Куртис Трент (англ. Kurtis Trent). На все подобные вопросы представители студии отвечали отрицательно — ни один из них не имеет никакого отношения к новому видению серии. Несмотря на то, что ключевую роль в проекте занимает Лара, все второстепенные персонажи более важны для её роста и становления, чем таковые из предыдущих игр линейки Tomb Raider, поскольку они напрямую влияют на её развитие. Взаимодействие между героями раскрывает индивидуальные черты их характера. Создатели отмечали сходство Конрада Ротта (англ. Conrad Roth) и Вернера фон Кроя, наставника Лары из классической линейки Tomb Raider. Главный антагонист игры Матиас первоначально носил имя Малик (англ. Malik). Разработчики называли его своеобразной версией Рутгера Хауэра и Кристофера Уокена. Другие выжившие, такие как Саманта, Гримм, Иона, Уитмен и Алекс должны были стать играбельными персонажами кооперативного режима. Но в дальнейшем эти амбициозные планы были значительно скорректированы. Рианна Пратчетт считала, что на плечи женских персонажей в игре выпало гораздо больше действий, чем на мужские. Писательница отмечала, что под игривой и очень женственной дружбой Лары и Саманты, скрывалось нечто большее, в частности — лесбийские чувства.

## Разработка

### Создатели
Разработчиком девятой части серии выступила американская компания Crystal Dynamics, главный офис которой располагается в Редвуд Сити на полуострове Сан-Франциско, а издателем — японский холдинг Square Enix. За сетевой режим была ответственна студия Eidos Montreal. Передача разработки стороннему обществу аргументировалась необходимостью создания цельной сюжетной кампании. Портированием проекта на персональные компьютеры и PlayStation 4 занималась студия Nixxes Software в тандеме с Crystal Dynamics, на Mac и Linux — Feral Interactive, на Xbox One — United Front Games.
Разработка Tomb Raider стартовала в начале 2008 года. После появления Tomb Raider: Underworld работники студии были разделены на две команды, одна из которых создавала следующую часть франшизы сериала, а вторая работала над проектом Lara Croft and the Guardian of Light. К тому моменту Square Enix выкупил активы Eidos и завладел правами на бренд серии. После выпуска спин-оффа все работники студии были переведены на производство игры. Позже произошла ротация кадрового состава, в ходе которой потеряли свои рабочие места около 50 человек; взамен им были наняты новые специалисты. Оригинальный создатель Лары Крофт — Тоби Гард — не имел никакого отношения к проекту, поскольку покинул студию после релиза Underworld. Во время разработки игры Карл Стюарт отмечал, что команда студии не только работает, но и «ест, спит и дышит игрой Tomb Raider». В феврале 2012 года стало известно, что к Crystal Dynamics присоединился Кори Барлог, директор God of War II, выходец из компании Sony Santa Monica.
Кили Хоус, английская актриса, озвучивавшая Лару Крофт в играх серии Tomb Raider нового поколения Legend (2006), Anniversary (2007) и Underworld (2008), а также в спин-оффе Lara Croft and the Guardian of Light (2010 год), не принимала участия в перезапуске серии. Её вклад охватывал 4 года — наиболее длительный срок в озвучивании на английском языке главного персонажа в серии. В ранней демоверсии игры Лару озвучивала актриса-дублёр, однако в её юном голосе отражались черты, которые искали разработчики в заключительной голосовой актрисе — молодость и внешняя уверенность, которая намекает на уязвимость. В декабре 2010 года Crystal Dynamics сообщала, что ищет новый голос для протагонистки и проводит прослушивание среди нескольких десятков относительно неизвестных актрис. Основное требование разработчиков состояло в возможности передачи требуемого эмоционального диапазона. Поиск проходил как в США, так и Европе. Голос для Лары Крофт был найден к моменту выпуска первого трейлера, но студия не оглашала имени актрисы вплоть до 26 июня 2012 года. Ей оказалась британка Камилла Ладдингтон.
Актриса признавалась, что считала честью сыграть такую игровую икону и секс-символ, как Лара Крофт. Для Камиллы время, потраченное на производство игры, было самой эмоциональной и физически сложной работой, за которую она когда-либо бралась. Во французской версии проекта Лару озвучивала Алиса Давид, в немецкой — Нора Чирнер, в польской — Каролина Горчица, в арабской — Надин Нжайм (араб. نادين نجيم‎), в итальянской — Бенедетта Понтичелли, в японской — Юко Кайда, в испанской — Гиомар Альбукерке Дюран (исп. Guiomar Alburquerque Durán), в русской — Полина Щербакова. Как минимум первых двух кандидаток отбирал лично Стюарт.
12 июля 2012 года разработчики рассекретили очередного участника проекта — ведущего сценариста игры Рианну Пратчетт, дочь популярного английского писателя Терри Пратчетта. Рианна работала над Tomb Raider два года. «Я выросла, играя в Tomb Raider, раскрывала тайны мира и раскапывала сокровища; я жила и умирала как Лара Крофт… Мы редко получаем возможность заново переосмыслить легенды, поэтому взять в свои руки рассказ о мисс Крофт было шансом, который выпадает раз в жизни», — говорила писательница. По словам Галлахера, она принесла в проект уникальную точку зрения, помогла студии исследовать историю происхождения протагонистки, добавила глубины и достоверности Ларе. В написании образа героини Пратчетт помог её предшествующий опыт в создании Нарико из Heavenly Sword и Фэйт из Mirror’s Edge.

### Технические особенности
| Системные требования | Системные требования                                                                      | Системные требования                                                             |
| -------------------- | ----------------------------------------------------------------------------------------- | -------------------------------------------------------------------------------- |
|                      | Минимальные                                                                               | Рекомендуемые                                                                    |
| Microsoft Windows    |                                                                                           |                                                                                  |
| ОС                   | Windows XP SP3, Vista, 7, 8 (32bit/64bit)                                                 | Windows XP SP3, Vista, 7, 8 (32bit/64bit)                                        |
| ЦПУ                  | Двухъядерный процессор: AMD Athlon64 X2 2.1 Ghz (4050+); Intel Core2 Duo 1.86 Ghz (E6300) | Четырёхъядерный процессор: AMD Phenom II X2 565; Intel Core i5-750               |
| Объём ОЗУ            | 1 GB (XP); 2 GB (Vista/7)                                                                 | 4GB                                                                              |
| Место на диске       | 12 GB свободного пространства                                                             | 12 GB свободного пространства                                                    |
| Видеокарта           | DirectX 9 совместимая карта с 512Mb Video RAM: AMD Radeon HD 2600 XT; nVidia 8600         | DirectX 11 совместимая карта с 1GB Video RAM: AMD Radeon HD 4870; nVidia GTX 480 |
| Сеть                 | Широкополосное подключение к Интернету                                                    | Широкополосное подключение к Интернету                                           |

Видеоигра базируется на собственном движке студии Crystal Engine, на котором основывались предыдущие четыре игры серии. На нём же создавался проект Deus Ex: Human Revolution, однако разработчики не использовали никаких наработок Eidos Montreal, так как игра развивалась совсем в ином направлении. Движок поддерживает динамические тени от нескольких источников света, а само освещение создавалось с опорой на систему реального времени. Оригинальные текстуры рабочей сборки игры создавались в гораздо более высоком разрешении, чем можно использовать на консолях. Поэтому PC-порт обладает определёнными форматными преимуществами.
В версию для персональных компьютеров интегрирована поддержка инструментов Steamworks и режима Big Picture. Она характеризуется повышенной детализацией текстур, теней и одежды, а также использует улучшенную версию SSAO и пост-фильтровые эффекты, регулируемый LOD, тесселяцию, использует технологии Eyefinity и nVidia Surround. Текстуры поддерживают 16-кратное увеличение. Tomb Raider стала первой игрой в компьютерной индустрии, в которой использовалась технология TressFX, значительно улучшающая отображение волос за счёт таких настраиваемых параметров, как направление и сила ветра, гравитация, взаимодействие с другими объектами и друг с другом.
Версия для игровых приставок восьмого поколения отличалась обновлённой графикой — изменения касались моделей персонажей. Порт для Xbox One поддерживает голосовое управление с помощью Kinect, а световая панель DualShock 4 светится при использовании факела. Разработчики переработали физический движок, улучшив реалистичность воздействия погодных явлений. В проекте была использована новая модель освещения, обновлённые текстуры и система частиц, а также поддержка разрешения в 1080p.
Благодаря обновлённой графике, переход от геймплея к роликам происходит практически незаметно. Все заставки созданы скриптовым методом, заранее сгенерированное видео, как и экраны загрузки, в игре отсутствуют. Для того чтобы лучше отображать эмоции и движения главной героини, разработчики использовали технологию захвата движения, а также видеозаписи производственного процесса. Кадровая частота игры составляет 60 кадров в секунду; в Definitive Edition этот показатель составляет 30 кадров в секунду на Xbox One и 60 кадров в секунду на PlayStation 4. Tomb Raider также поддерживает частоту обновления экрана в 120 герц. В проекте применяется «умная» система Quick Time Events. Она определяется нажатием неслучайных кнопок на экране, вследствие чего QTE соответствует действиям героев. Использование Quick Time Events обуславливалось тем, что работа с большинством системных механизмов занимает много времени, кроме того, они ограничены строгими рамками. В то время как QTE представляет собой «отличный способ» передачи нужных ощущений.
Виртуальная камера подверглась переработке. Ранее в серии использовался фиксированный взгляд, что, по мнению разработчиков, ограничивало отображение происходящего. В Tomb Raider же используется концепция своеобразного внутреннего оператора, что позволяет камере менять ракурсы, стараясь показать основные моменты происходящих событий. Данное нововведение придаёт проекту кинематографичность. Перспектива камеры меняется — либо подступает вплотную к Ларе, когда она находится в узких туннелях, либо отдаляется, чтобы показать опасности окружающей среды. Близкое расположение камеры необходимо для передачи эмоций главной героини, в том числе клаустрофобии. Когда Лара, подтягиваясь, забирается на уступ, камера приближается и поднимается вверх одновременно с героиней — это один из немногих визуальных маркёров, сохранившихся из прежних частей серии. В зависимости от поверхностей, с которыми контактирует протагонистка, камера может покрываться каплями воды, крови и грязи.

### Концепция
Интервьюер: «Если бы старая Лара встретилась с новой версией, что бы она ей сказала?». 
Карл Стюарт: «Вы станете легендой».
Первоначальный замысел студии состоял в разработке сюжетного продолжения Underworld под названием Tomb Raider: Ascension, однако позже решение было изменено в пользу обновления франшизы. Потребовалось около 3—4 месяцев итераций на создание основной концепции и ещё 4—5 — для отработки самой модели. Проект является перезагрузкой не только серии, но и всей франшизы Tomb Raider в целом. Это означает, что игра абсолютно самостоятельна и практически никак не связана с предыдущими проектами ни сеттингом, ни сюжетом, ни персонажами. Впрочем, разработчики сохранили несколько знаковых моментов, знакомых поклонникам серии. Студия отказалась от использования моделей, представляющих Лару Крофт на различных мероприятиях в рекламных целях. В обоснование такой позиции представитель Crystal Dynamics сказал, что главное в новой Ларе — это её внешность и характер: «Мы хотим, чтобы люди смотрели на Лару и видели характер этого персонажа. Если мы покажем девушку, похожую на Лару, то это разрушит наши планы».
Стюарт отмечал, что предыдущая трилогия не была перезагрузкой в полном смысле этого слова, а по сути «продолжением канона», установленного Core Design. Причиной кардинального изменения образа протагонистки стала, по мнению разработчиков, потеря значимости и актуальности Лары как игровой героини. Её неуязвимость и непобедимость стали несерьёзно восприниматься публикой. Кроме того, мисс Крофт уже достигла «потолка» своего развития, и единственным выходом из этого положения является обращение к прошлому персонажа. Дэррелл Галлахер, руководитель студии, пояснил, что коренные преобразования в образе Лары предоставят возможность взглянуть на всё свежим взглядом, привлечь игроков, которые раньше любили серию, но теперь считают её устаревшей. Полностью изменив концепцию, создатели решили совершенно по-новому рассказать историю о знакомом публике персонаже.
Разработчики приняли решение сменить эмоциональный образ протагонистки — Лара стала более человечной, что выразилось в страданиях главной героини от полученных ран и эмоциональных потрясений. Сменилась и целевая направленность игры: основным стремлением Лары стало выживание в условиях дикой природы. Именно выживание, по мнению разработчиков, создаёт резонанс между людьми. Создание реалистичной, достоверной героини было осуществлено для того, чтобы сломать протагонистку и вновь восстановить, заставив пройти через испытания. В итоге «перед игроком предстанет совсем другой человек, кто-то, к кому он успел привязаться, кто вырос и возмужал на его глазах». Иногда студия выходила за моральные рамки, полагая, что лучше сделать из Лары злодейку, чем бесформенного персонажа-клише.
Арт-директор проекта Брайан Хортон сказал, что пытался уйти от сложившегося стереотипа. Он заметил, что Ларе не нужна «сексуальность ради сексуальности», и львиную долю привлекательности мисс Крофт обеспечит ум и амбиции героини, а не её внешность. Карл Стюарт заявил:
Мне кажется, что Лара стала иконой. А когда такое происходит, то неизбежно теряется актуальность образа персонажа. Мы хотели лишить её всех  навыков, сделать так, чтобы она больше не была совершенством. Современные поклонники игр ценят такой подход, они хотят видеть более сложные образы героев.

### Производственный процесс
По признаниям разработчиков, изначальная задумка всего проекта строилась вокруг сеттинга игры, а именно — острова. Ранняя версия игры, в разное время носившая названия Tomb Raider 9 и Tomb Raider: Ascension, значительно отличалась от релизной. В ней Лара должна была исследовать остров, населённый призраками и монстрами, вместе с шестилетней девочкой по имени Изуми (англ. Izumi). Девочка могла проникать в недоступные для Лары места, тем самым помогая игроку и создавая асимметричный игровой процесс. На эту версию игры серьёзно повлияли такие проекты как Ico, Resident Evil и Shadow of the Colossus. Однако итоговый концепт показался разработчикам чересчур эфемерным. Изуми вырезали из игры и заменили на обезьянку. Когда и эта идея не сработала, главной достопримечательностью разрабатываемого проекта стали колоссальные монстры и поездки на лошадях. Всё это, по признанию Хьюса, больше напоминало God of War. В дальнейшем огромные монстры были заменены толпами зомбиподобных существ, блуждающих в тумане острова. Однако все эти идеи были отвергнуты, так как хоррор-составляющая была нехарактерна для серии. Проведя серию опросов среди мужчин в возрасте от 18 до 34 лет в США и Англии, студия поняла, что игра должна создаваться с Mature-рейтингом. Тестами занималась компания Nielsen Group, и один из её участников выложил ранние изображения в сеть. Разработчики получили от фанатов свыше трёх с половиной тысяч сообщений, в которых они выражали шок и озабоченность сходством с сериями Resident Evil и Silent Hill. Разработчики решили, что не будут создавать игровой арт-хаус. К 2009 году назрела необходимость перезагрузки франшизы.
Когда Рианна взялась за проект, студия уже сформировала определённую сюжетную арку и уровни, запланированные для Tomb Raider. Она получила общую повествовательную ветку, и всё, что от неё требовалось — сложить все элементы вместе, заполнив пробелы. Пратчетт работала над характером Лары и общим фоном развивающейся истории, выстраивала её отношения с другими выжившими. Повествовательный дизайнер Джон Стаффорд занимался написанием диалогов, а креативный директор Ноа Хьюс контролировал весь производственный процесс. Общая продолжительность сценария, охватывающего основные кат-сцены, составляла около 90 страниц, что вплотную приближало проект к объёмам фильма. Разработчики внимательно отслеживали реакцию публики, просматривая отзывы поклонников и внося изменения в проект. Когда стало известно, что в игре значительная доля сюжета будет склоняться к мистике, фанатское сообщество восприняло это негативно. В ответ Crystal Dynamics изменила некоторые моменты игры и перестала делать упор на сверхъестественность происходящего. Противники Они, которые в раннем концепте могли исчезать и атаковать роем летучих мышей, были визуально заменены на некое подобие бронированных ниндзя, а впоследствии роль основных врагов в игре переняло Братство Солнца. Благодаря отклику игроков Рианна изменила изначально мрачную концовку.
Поездка Брайана Хортона в Японию вдохновила его на создание некоторых горных, холмистых и лесных ландшафтов, а также флоры и фауны в игре. Художник не смог вживую изучить суда, обломки которых встречаются на острове, поэтому их изображение в проекте основывалось на материалах, найденных в сети Интернет. Военная база времён Второй мировой войны основывалась на архитектуре тюрьмы, расположенной на острове Алькатрас. Как сообщали художники, вымышленный японский остров не являлся идеалистическим местом — он враждебен и красив во многих отношениях. В его стилистике преобладали тёмные тона и не использовались яркие цветовые палитры.
Камилла трижды проходила прослушивание на роль Сары Билли в проекте Cryptids жанра survival horror, повествовавшем о поиске учёными мифических существ. Впоследствии часть сценария была обнаружена сотрудниками ресурса Siliconera, которые сообщили о схожести героинь и общих сюжетных моментов двух игр. На самом деле под названием Cryptids изначально «скрывалась» Tomb Raider. Процесс захвата движения проходил в течение нескольких месяцев в компании Digital Domain, в Лос-Анджелесе, Калифорния. Камилла Ладдингтон участвовала в записи анимации motion-capture, благодаря чему Лара Крофт переняла некоторые черты своего прототипа, хотя ранее профессиональные актрисы только начитывали реплики для озвучивания.
Это был первый опыт работы актрисы с подобными технологиями. Она признавалась, что ей было трудно привыкнуть к ношению шлема с камерами, расположенными в нескольких дюймах от лица. Первоначально это обстоятельство отвлекало, однако впоследствии у неё создавалось ощущение игры на сцене. В качестве реквизита она использовала пластмассовый пистолет и гуттаперчевый лук. Во время записи сцен соответствующую визуализацию актриса наблюдала на плоском экране. Ладдингтон говорила, что процесс захвата движения был физически сложным: в один из дней актрису обвязали верёвками и тянули через пол, в то время как Камилла должна была изображать ожог. После этой сцены Ладдингтон очень устала, что, по её мнению, придало реалистичности этому фрагменту. Ладдингтон часто приходилось плакать. Сцена первого убийства Крофт человека для актрисы была наиболее тяжёлой: «Лара должна защитить свою жизнь <…> она действительно тронута тем, что сделала».
На раннем этапе разработки Tomb Raider Crystal Dynamics задумывала девятую часть серии исключительно как одиночный проект. После того как в значительной мере был сформирован игровой мир, студия поняла, что у неё получилось масштабное противостояние на масштабной территории. Ранее мультиплеер появлялся в спин-оффе Lara Croft and the Guardian of Light. В нём разработчики пошли на риск и привнесли серьёзное новаторство в геймплей, на который бы они не решились, делая «большую» игру. Поклонники положительно восприняли эту идею, в результате студия задумалась над внедрением многопользовательского режима. На его появление повлияло богатство сеттинга. Галлахер считал, что в итоге получалось не просто два игровых режима, а два различных настроения: «Иногда хочется выключить свет в комнате и спокойно поиграть в одиночку, а иногда ворваться в самую гущу событий и как следует повеселиться…».

### Влияние
При разработке видеоигры создатели черпали вдохновение из различных художественных и документальных фильмов, а также из компьютерных игр и комиксов. Стюарт подчеркнул, что команде разработчиков было необходимо увидеть «конкурентную среду» и выйти за рамки собственного пространства, взглянуть на другие проекты и извлечь уроки из их опыта. Точки соприкосновения создавали актуальное игровое пространство. На проект во многом повлияла серия Uncharted. Хотя при разработке Uncharted: Drake’s Fortune существовала обратная ситуация — основным вдохновителем для компании Naughty Dog была серия Tomb Raider. Физика, по словам авторов, позаимствована из Half-Life 2, система зрения — из Assassin’s Creed, история становления героя — из фильма «Бэтмен: Начало» Кристофера Нолана, а многочисленные натуралистичные страдания ради выживания добавлены благодаря кинокартине «127 часов» Дэнни Бойла. Акцент на выживание ранней версии видеоигры в чём-то подражал проекту Metal Gear Solid 3: Snake Eater, а система инстинктов походила на подобную из Hitman: Absolution.
Разработчики называют остров самостоятельным персонажем. Его геймплейная структура сравнивается с Хогвартсом из серии LEGO Harry Potter, где требуется повторное исследование уже пройденных зон для дальнейшего прохождения. Некоторые технологические методы создания компьютерной игры аналогичным образом использовались в фильме «Аватар» Джеймса Кэмерона. Основные постулаты перезагрузки игры повлияли и на третью экранизацию серии. Журналист IGN заметил, что некоторые элементы игры заимствованы из Dead Space. Карл Стюарт сравнивал головоломки в Tomb Raider с загадками из Portal 2. Ноа Хьюс считал, что наиболее серьёзным источником вдохновения послужила серия The Legend of Zelda.
Среди других фильмов, повлиявших на видеоигру, создатели выделяют ленту «Рэмбо: Первая кровь» Теда Котчеффа, из которой воспроизводятся сцены блуждания по полузатопленной пещере; триллер «Спуск» Нила Маршалла, в котором встречается аналогичная игре сцена побега из разрушающейся пещеры, восстановление после травмы, убийство монстров и предательство друзей. Разработчики также черпали вдохновение из фильмов «Живые» Фрэнка Маршалла, «Касаясь пустоты» Кевина Макдональда, «Тёмный рыцарь» Нолана, «Казино „Рояль“» Мартина Кэмпбелла и романа «Повелитель мух» Уильяма Голдинга. Карл Стюарт прочитал большое количество книг и просмотрел множество телепередач о людях, сумевших выжить в экстремальных условиях, а с некоторыми из них встретился лично.
Стюарт, сравнивая девятую часть серии с современными фильмами о Бэтмене и Джеймсе Бонде, говорил о том, что несмотря на новизну, обе истории имеют прочные устои. Публика знает, кто такой Брюс Уэйн, или, к примеру, что Бонд имеет лицензию на убийство. Но от фильма к фильму к этому всегда примешивается нечто захватывающее, заставляющее с нетерпением ожидать похода в кинотеатр. По мнению бренд-директора, нельзя показывать прежнего Бонда сегодняшним зрителям. Старые приёмы в виде экзотических стран сейчас не сработают. Поэтому киноленты стали более волнующими, интуитивно понятными и приблизились вплотную к персонажу. Такой же подход использован и в Tomb Raider.

## Маркетинг и промоушен

### Трейлеры
Дебютный CGI-трейлер Tomb Raider получил название «Turning point» (рус. «Точка возврата», в локализации «Поворотная точка»). Он создавался более года студией Square Enix Visual Works в Токио и был впервые показан в передаче «Pre-E3 Special» по каналу Spike GTTV 2 июня 2011 года. Разработчики согласились показать тизер, устроив промоакцию, условием которой было собрать 100 тысяч «Likes» на официальной странице игры в социальной сети Facebook. Продолжительность видео составляет 3 минуты 6 секунд. Ролик собрал во всём мире более 8 миллионов просмотров. В трейлере используется продакт-плейсмент специального чехла марки ToughShell, смартфона iPhone 4 и наушников Beats by Dr. Dre. Карл Стюарт заявил, что данные продукты изначально закладывались в концепцию трейлера и органично вписываются в мир игры. Создатели приняли такое решение не с целью получения выгоды, а для придания видео ощущения современности.
Как отмечал креативный директор Ноа Хьюс (англ. Noah Hughes), в трейлере было важно показать историю, которую хотят раскрыть разработчики — первое большое приключение Лары Крофт, где героиня пытается утвердиться как исследователь, археолог и искатель приключений. Конечная цель разработчиков состояла в трансформации Лары в молодую девушку, отображении протагонистки в тех ситуациях, «в которых её никто не видел раньше». Первоначальной целью Crystal Dynamics был поиск студии для создания трейлера. Как отметил Карл Стюарт, команда просмотрела большое количество специалистов индустрии компьютерных игр от Лос-Анджелеса до Великобритании, пока не наткнулась на студию Visual Works. Студия прославилась созданием визуальной составляющей трейлера для игры Deus Ex: Human Revolution. Кадзуюки Икумори (англ. Kazuyuki Ikumori), главный креативный директор отметил, что Visual Works выгодно отличалась от других студий тем, что её команда передаёт в своих работах искусство; она стремится к созданию изображения, которое находится за пределами реалистичности и в то же время кажется искажённой версией реализма.
Прежде чем японские специалисты согласились на проект, Такэси Нодзуэ (англ. Takeshi Nozue) посетил Crystal Dynamics. Его вдохновило то, что трудная работа выполнялась работниками компании весело. Такэси много размышлял о том, как обычный человек чувствовал бы страх, если бы оказался на месте героини и как бы вышел из положения. Рассказывая о техническом аспекте трейлера, он сообщил, что в производственный процесс входила анимация, мультипликация, симуляция тканей, спецэффекты и рендеринг. Студия особо гордилась симуляцией воды. Трейлер первоначально задумывался Стюартом как восьмиминутное видео. В нём должны были показать, как Лара добирается до корабля, приветствует капитана, убирает вещи в свою каюту и собирается на ужин. Один из представителей Visual Works в ответ на подобные идеи обвинил Карла в сумасшествии. Первоначально созданная версия длилась 4 минуты 10 секунд. В итоге, при монтаже специалистами компании Ignition из неё вырезали около минуты. Стюарт заявил, что лишний материал был убран для получения определённого уровня эмоций. По этой же причине некоторые сцены снимались с разных точек зрения.
Тизер-видео геймплейного трейлера «Crossroads» (рус. «Перекрёстки», в локализации — «Перекрёсток»), приуроченного к выставке E3 2012, появилось 25 мая 2012 года на сайте Gametrailers.com. Его продолжительность составила 29 секунд. Полная версия трейлера, длящегося в общей сложности 3 минуты 29 секунд, была показана по каналу Spike GTTV 31 мая 2012 года. Третий трейлер, под названием «Survivor» (рус. Оставшаяся в живых), был презентован 10 декабря 2012 года на церемонии VGA 2012, в ходе которой Джейсон Грейвс вместе с оркестром вживую озвучил видео. Четвёртый, предрелизный трейлер носил название «Reborn» (рус. Перерождение). Он появился 27 февраля; в нём использовалась кинематографическая съёмка с участием живых актёров. Пятое, релизное видео «Day One» (с англ. — «День первый»), помимо демонстрации кат-сцен и игрового процесса, отображало высокие оценки и одобрительные цитаты прессы. 19 марта 2013 года был выпущен трейлер под названием «Multiplayer» (рус. Мультиплеер), а 9 декабря состоялся релиз видео издания Definitive Edition.

### Презентации
Впервые проект демонстрировался на международной выставке Electronic Entertainment Expo 2011, проводившейся в Los Angeles Convention Center, Лос-Анджелес, США, c 7 по 9 июня 2011. В рамках пресс-конференции «2011 Xbox 360 Global Media Briefing» на E3 представители Crystal Dynamics Дэниел Ньюберг (англ. Daniel Neuberger) и Дэррелл Галлахер запустили первое геймплейное демо нового Tomb Raider. В демоверсии, презентация которой заняла чуть более 6 минут, Лара выбирается из пещеры на острове. Закончили свой показ разработчики фразой: «Надеемся, вам понравился этот тизер и наше новое видение серии!». На выставке создатели также представили предварительный бокс-арт продукта в версии для Xbox 360.
В последующем, разработчики в лице таких своих представителей, как менеджер по связям с общественностью Меган Мари, экспорт-менеджер Энтони Ньюволл, Бренд Дади, Карл Стюарт и другие, посещали множество иных выставок, в том числе GameFest (Мадрид), rAge Expo (Йоханнесбург), Игромир (Москва), New York Comic Con (Нью-Йорк), San Diego Comic-Con International (Сан-Диего), Penny Arcade Expo (Сиэтл), Eurogamer Expo (Лондон), E3 2012 (Лос-Анджелес) и прочие. Создатели сообщали о возможности показа игры на выставке GamesCom 2011, однако впоследствии отказались от этой идеи, аргументировав своё решение необходимостью отдыха для студии. 12 февраля 2013 года проект был презентован в Театре принцессы Анны в академии BAFTA.

### Цифровая выставка
В честь пятнадцатилетия франшизы Tomb Raider Crystal Dynamics в октябре 2011 устроила специальную цифровую художественную выставку. В рамках празднования 8 различных художников, внёсших свой вклад в развитие и эволюцию героини, представили свои картины на тему ви́дения нового образа Лары Крофт. В течение месяца — 7, 10, 14, 17, 21, 24 и 28 октября — выставка обновлялась — в каждый из этих дней к ней добавлялось по новой картине. «Это прекрасная возможность отпраздновать историю Tomb Raider, глядя на светлое будущее Лары. Мы не можем дождаться, чтобы поделиться уникальной интерпретацией каждого художника, которая как бы говорит, что значит быть Ларой Крофт» — заявлял Стюарт.
Среди работ были представлены картины «Rebirth» (рус. Возрождение) от Энди Парка, «The Depths» (рус. Глубины) иллюстратора Камиллы Д’Эррико, «Wolf Den» (рус. Волчье логово) Лонга Во, «Shipwreck Beach» (рус. Берег кораблекрушения) Бреноча Адамса (англ. Brenoch Adams), «Into the Darkness» (рус. Во тьме) Брайана Хортона, «The Crucible» (рус. Суровое испытание) Рэнди Грина (англ. Randy Green), «Profile Pic» (рус. Аватарка) от Джонатана Жака-Беллетейта (англ. Jonathan Jacques-Belletete) и «Kyudo» (рус. Кюдо) создателя Лары Крофт Тоби Гарда.

### Сопутствующая продукция и проекты
Декабрь 2010 года ознаменовался выпуском ограниченного тиража специальных футляров для iPhone и iPod от компании Speck и чехла ToughShell для iPhone 4 с логотипом проекта. На E3 и SDCC были представлены фигурки Лары Крофт, отличающиеся между собой окраской. В октябре 2011 года, по итогам цифровой выставки, была организована продажа футболок и постеров на основе картины «Shipwreck Beach», часть выручки от которой была направлена в детский благотворительный фонд Child's Play. В ноябре 2011 года Брайан Хортон обещал выслать копию концепт-арта «Into The Darkness» с собственной подписью каждому, кто пожертвует 50 $ и более на благотворительную акцию Movember. Впоследствии заработал официальный магазин, в котором можно было приобрести многочленные группы товаров, включая сумки, одежду, кепки, кружки, постеры и прочее. В январе 2012 года было объявлено, что студия сотрудничает с ресурсом Geocoaching.com, и совместными усилиями ими будет организована туристическая игра геокэшинг Tomb Raider. На основе проекта был выпущен ряд комиксов, первым из которых стал «Tomb Raider: The Beginnings» (с англ. — «Истоки»).
К релизу игры был приурочен выпуск беспроводного контроллера с искусственными потёртостями для Xbox 360, окрашенного в красный цвет. Он имел настраиваемый ди-пад и 30-метровый радиус действия. Вместе с покупкой потребители получали код для разблокировки персонажа. Позже появилась и чёрная разновидность геймпада. В день выпуска по игре было выпущено три руководства от BradyGames — «Tomb Raider Signature Series Guide», «Tomb Raider Limited Edition Official Strategy Guide» и «Tomb Raider Limited Edition Strategy Guide». Первый из них содержал бонусный контент, в то время как второй, отличающийся твёрдой обложкой, распространялся вместе с моделью ожерелья Лары. К 18 марта в продажу поступила книга «Tomb Raider: The Art of Survival», представляющий собой 272-страничный артбук. По игре был создан цикл документальных фильмов. Впоследствии было выпущено электронное цифровое издание за одноимённым названием — «The Final Hours of Tomb Raider», представляющее собой хронику развития проекта с эксклюзивными артами и видеороликами.
| Название                                                          | Дата выпуска    | Продолжительность | Источники               |
| ----------------------------------------------------------------- | --------------- | ----------------- | ----------------------- |
| Making Of «The Turning Point» Trailer                             | Июль 2011       | 12:19             | [ 167 ] [ 215 ] [ 216 ] |
| The Final Hours of Tomb Raider. An icon reborn                    | 10 июля 2012    | 06:35             | [ 90 ]                  |
| The Final Hours of Tomb Raider. Origins of a story                | 2 октября 2012  | 06:44             | [ 217 ]                 |
| The Final Hours of Tomb Raider. The Sound of Survival             | 30 ноября 2012  | 06:47             | [ 218 ]                 |
| The Final Hours of Tomb Raider. Surviving together                | 8 января 2013   | 07:40             | [ 219 ]                 |
| The Final Hours of Tomb Raider. The End of the Beginning, part 1  | 12 февраля 2013 | 07:27             | [ 220 ]                 |
| The Final Hours of Tomb Raider. The End of the Beginning, part 2  | 28 февраля 2013 | 06:40             | [ 221 ]                 |
| Tomb Raider. Guide To Survival. Episode 1: Smart resourceful Lara | 14 декабря 2012 | 04:22             | [ 222 ]                 |
| Tomb Raider. Guide To Survival. Episode 2: Exploration            | 6 февраля 2013  | 04:21             | [ 223 ]                 |
| Tomb Raider. Guide To Survival. Episode 3: Survival Combat        | 21 февраля 2013 | 05:34             | [ 224 ]                 |

## Релиз

### Слухи, анонс и выпуск
Слухи о создании компьютерной игры регулярно появлялись в сети. Так ресурс FourPlayerCoop летом 2009 года выложил в открытом доступе список основных особенностей Tomb Raider (открытый мир, поездки на лошадях, доступное оружие), концепт-арты и сведения о целевых платформах. Впрочем, юристы Crystal Dynamics добились того, чтобы данная информация была убрана с сайта. Издатель Square Enix никак не прокомментировал ситуацию. В 212 номере журнала Game Informer появился арт «Кораблекрушение» со слоганом игры, однако никаких объяснений дано не было. Официальный анонс последовал 6 декабря 2010 года в Лос-Анджелесе. Глава компании Дэррелл Галлахер выступил с заявлением: «Забудьте всё, что вы знали о Tomb Raider. Это будет история рождения Лары Крофт, история, благодаря которой она станет такой, какая есть». В мае 2011 года в Интернете появился список, в котором были указаны примерные даты выхода многих ожидаемых игр. Данные сведения якобы разгласил работник торговой сети GameStop, которая в свою очередь получает информацию с целью планирования продаж. Некоторые игровые издания посчитали, что часть сведений в списке могла быть достоверной. Данный источник сообщал, что релиз Tomb Raider был запланирован на 13 декабря 2011 года. Однако 2 июня 2011 года вышел официальный трейлер игры, из которого стало ясно, что релиз запланирован на осень 2012.
Спустя семь месяцев немецкий ресурс Gamestrend со ссылкой на внутренние источники в Square Enix сообщил слух о том, что релиз игры будет отложен до начала 2013 года по причине сложности работы с обновлённым движком. Впрочем, сам обозреватель предположил, что возможно конечная цель разработчиков — сближение дат выхода игры и третьей экранизации. Издатель не прокомментировал ситуацию, а разработчики заявили, что самый ранний срок появления игры — май 2012 года, хотя Crystal Dynamics по-прежнему допускала возможность релиза игры осенью. Однако уже в мае Дэррелл Галлахер подтвердил слухи. Он сообщил на официальном блоге проекта, что выпуск игры откладывается, и девятая часть серии появится лишь в периоде с января по март 2013 года. Руководитель Crystal Dynamics аргументировал это решение необходимостью доработки проекта. Он отрицал наличие серьёзных ошибок в направлениях разработки, как и опроверг версию о том, что студия попыталась избежать конкуренции с другими крупными релизами. Из второго трейлера игры стало известно, что выпуск проекта намечен на 5 марта. Игра вышла в тираж 8 февраля 2013 года после окончания сертификации. Первоначально предполагалось, что релиз будет одновременным для всех регионов и платформ. Однако японская версия задержалась вплоть до 25 апреля 2013 года. Российский издатель — компания «1С-СофтКлаб» — стала продавать игру на день раньше мирового релиза — 4 марта. Однако данное предложение действовало лишь в Москве, Санкт-Петербурге, Ростове-на-Дону, Екатеринбурге, Новосибирске и Краснодаре. Издание Definitive Edition в России выпускала компания «Новый диск». Игра, переведённая на 14 языков, доступна в сервисах Steam, Origin, PlayStation Network и Mac App Store.

### Издания и продажи
Игра была выпущена на игровых приставках PlayStation 3 и Xbox 360. На PC-совместимых компьютерах Tomb Raider появилась на операционной системе Microsoft Windows и в линейке Macintosh. Издание Definitive Edition, включающее в себя все выпущенные DLC, артбук и комикс, согласно предварительным данным итальянского подразделения Amazon, должен был появиться в продаже 24 января 2014 года на игровых системах восьмого поколения. Релиз на платформах Xbox One и PlayStation 4 состоялся 28 января 2014 года в США и 31 в Европе и России. Создатели отказались разрабатывать порт для Wii U, поскольку консольную версию пришлось бы создавать фактически «с нуля». «Когда мы только начинали разработку, мы приняли сознательное решение строить игру для конкретных платформ и делать её специфично для каждой из них. Однако мы начали работу задолго до анонса Wii U, а потому, я думаю, было бы неправильно пытаться перенести проект на эту платформу. Если мы всё-таки возьмёмся за версию для Wii U, то это будет совершенно другой проект с уникальным функционалом», — заявил Стюарт. Разработчики приняли решение не выпускать как редактор уровней, так и демонстрационную версию проекта.
Игра была выпущена в нескольких вариациях. Специальное издание в версиях для Xbox 360 и PlayStation 3 под названием «Survival Edition» для российских покупателей включало в себя двусторонний плакат с картой острова, иллюстрированный альбом, защитный водонепроницаемый чехол, особую упаковку, загружаемые саундтрек и материал «Набор оружия». В коллекционное издание помимо этих товаров входила фигурка Лары Крофт и жестяная коробка. Версия для персональных компьютеров поступила в продажу в двух вариантах — джевел-упаковке и расширенном DVD-издании. В отличие от специального издания, в последнем отсутствовали чехол и особая упаковка, но наличествовало руководство пользователя. Коллекционное издание «Collector’s Edition» для североамериканских потребителей состояло из стилизованного металлического бокса, 20-сантиметровой фигурки главной героини со сменным оружием — луком, стрелами, дробовиком и пистолетом, двустороннего постера, литографии протагонистки за совместным авторством Берноча Адамса и Брайана Хортона, трёх железных медальонов, диска «Tomb Raider Survivalist Cut» с десятью музыкальными треками, а также скачиваемого дополнения «Weapons Pack».
Содержание стандартного издания варьировалось в зависимости от торговой сети. Предзаказ цифровой версии проекта в магазине Amazon.com стал доступен уже в апреле 2012 года, а «Standart Edition», содержащего ряд бонусов — 2 октября. К бонусам относились сборник видео «The Final Hours of Tomb Raider — ‘Director’s Cut’ Kindle Fire Edition», 32-страничный буклет «The Art of Tomb Raider» и скин «Hunter» (рус. Охотница). Розничная сеть GameStop предлагала покупку игры, в которую входил уровень «Challenge Tomb», компания Best Buy в качестве бонусов предлагала комикс «Tomb Raider: The Beginnings» и скин «Aviatrix» (рус. Лётчица), выглядящий как наряд в стиле 30-х годов. Магазин GAME предлагал покупателям проект, включающий дополнительный уровень «Challenge Tomb», а также внутриигровые бонусы «Explorer bundle» и «Fust clumb upgrade»; британская компания Tesco реализовывала потребителям игру с таким дополнением, как «Combat strike pack», и улучшениями, влияющими на геймплей («Pistol silencer», «Headshot reticule», «Pistol burst mode», «Animal instinct skill»). Магазин ShopTo.net также предоставлял цифровую версию 48-страничного комикса. Предзаказ проекта в России стал доступен 7 февраля и продлился вплоть до 24 числа того же месяца. Всем покупателям, приобретшим игру подобным образом, в качестве бонуса предоставлялся комплект дополнительных материалов «Боевая мощь». Сеть Walmart вместе с игрой предоставляла доступ к умению «Scavenger Hunt», набор многопользовательских карт «Shanty Town» и скин «Guerrilla» (рус. Партизанка). В сервисе Steam в качестве эксклюзивного бонуса выступило три оружия из игры Hitman: Absolution.
В течение 48 часов после мирового релиза было продано более 1 млн экземпляров проекта. К 26 марта Square Enix рапортовала, что Tomb Raider разошлась тиражом в 3,4 млн экземпляров, что было ниже целевого показателя компании — 5 млн. Из-за низких продаж Tomb Raider, Hitman Absolution и Sleeping Dogs был уволен президент холдинга Ёити Вада. Тем не менее, разработчики сообщили, что за первую неделю продаж Tomb Raider стала самой коммерчески успешной частью сериала. Согласно сведениям компании NPD, физические продажи игры на консолях поставили проект на второе место в десятке самых продаваемых игр за март 2013 года на территории США. Игра уступила только BioShock: Infinite. В октябре появилась информация, что было продано 4 млн экземпляров проекта. Лишь к концу 2013 года игра начала приносить прибыль. Ожидаемая отметка в 6 миллионов проданных экземпляров была достигнута к концу марта 2014 года. Спустя год цифра продаж достигла рекорда за всю историю серии — 8,5 миллионов копий. Летом 2018 года, благодаря уязвимости в защите Steam Web API, стало известно, что точное количество пользователей сервиса Steam, которые играли в игру хотя бы один раз, составляет 5 495 033 человека. В мае 2022 года стало известно, что продажи Tomb Raider, Rise of the Tomb Raider и Shadow of the Tomb Raider достигли 38 млн копий.

## Музыкальное сопровождение

### Производство и выпуск
Личность композитора долгое время не раскрывалась. Первоначально считалось, что им будет Александр Дмитриевич (англ. Aleksandar Dimitrijevic), чьи треки звучали в подкасте, выпущенном журналом Game Informer 21 декабря 2010 года. Он также создавал «concept music» для ранних версий игры и часть композиций для «Точки возврата». Однако позже Карл Стюарт уточнил, что: «…Дмитриевич писал партитуру исключительно для трейлера. Мы официально не объявляли композитора игры». Поддерживая атмосферу таинственности, Карл Стюарт 8 июня 2011 года заявил, что над проектом работает совершенно новый композитор, и официальное объявление о нём будет сделано в конце 2011 года. Правда уже 16 октября Стюарт перенёс дату разглашения имени композитора на начало 2012 года. Лишь 30 ноября 2012 года стало известно, что создателем музыкальных тем является Джейсон Грейвс, которого раннее пресса «пророчила» на данную должность наравне с Пьетри Аланко.
Саундтрек к игре был выпущен в трёх вариантах. Первый из них, Tomb Raider Survivalist Cut, был доступен в коллекционном издании игры. Второй, носящий название Tomb Raider Original Soundtrack, впервые за историю серии являющийся формой коммерческого релиза, появился 5 марта 2013 года под лейблом компании Sumthing Else Music Works. Третья, электронная версия, в которую также вошла музыка из трейлеров, распространяется через сайт SoundCloud. 8 февраля 2013 года разработчики объявили о конкурсе, целью которого являлся сбор миллиона «Likes» от поклонников игры в сети Facebook. После достижения этой цифры Меган Мари обещала обнародовать два эксклюзивных трека, которые не вошли в основной альбом. Буквально за несколько часов до окончания акции фанаты всё же смогли преодолеть указанный рубеж, и композиции стали доступны для свободного скачивания.
Грейвс работал над музыкальным сопровождением два года, что, по его мнению, «было роскошью». Этот промежуток времени предоставил композитору поле для экспериментов. Для игры было записано около 3 часов музыки. Основная цель саундтрека состояла в нагнетании напряжённой атмосферы, подчёркивающей характер и чувства протагонистки, а в эпических сценах — создание эффекта кинематографичности. Звукорежиссёр Джек Грилло (англ. Jack Grillo) сообщал, что музыкальные темы создавались под конкретную часть сюжета. Звуковой дизайнер Алекс Уилмер подчеркнул, что партитуры мгновенно реагировали на происходящее, а музыка динамично адаптировалась под игровой процесс. По словам Грейвса, в музыкальное сопровождение вошли все элементы, которые он любит, в том числе «таинственная структура» и «вызывающая воспоминания перкуссия». Несмотря на сюжетную основу, завязанную на культуре Японии, Грейвс не стал «идти по очевидному пути» и использовать классические японские инструменты в своей работе, сосредоточившись на звучании мандолины, барабанов, вибрафона, персидской цимбалы и виолончели. В личном интервью композитор утверждал, что его музыкальный стиль сформировался под вдохновением от работ Прокофьева, Чайковского и Пендерецкого. Так как перезагрузка изменила эмоциональный облик главной героини, Джейсон подчёркивал действие насыщенным музыкальным сопровождением, «освежив» оригинальную тему Tomb Raider. Грейвс, в критические моменты игры, когда герои испытывали боль, страх и раскаяние, сочетал эмоции с индастриальными и оркестровыми хоррор-элементами. В сотрудничестве с McConnell Studios, специально для проекта была создана особая установка. Этот инструмент мог издавать различное по тембру звучание за счёт использованных при его конструировании материалов — металла и стекла. На его создание было потрачено 14 месяцев. Композитор мог извлекать из него до 8 различных звуков, в зависимости от того, какие молотки он использовал. Crystal Dynamics выставила этот инструмент в своём офисе в Сан-Франциско, открыв к нему доступ всем желающим.

### Список треков
| №   | Название                  | Длительность |
| --- | ------------------------- | ------------ |
| 1.  | «Adventure Found Me»      | 1:01         |
| 2.  | «The Scavenger's Den»     | 3:47         |
| 3.  | «Exploring The Island»    | 2:04         |
| 4.  | «First Blood»             | 4:26         |
| 5.  | «Reaching Roth»           | 3:17         |
| 6.  | «Infiltrating The Bunker» | 2:38         |
| 7.  | «A Call For Help»         | 6:31         |
| 8.  | «Entering Himiko's Tomb»  | 3:07         |
| 9.  | «The Descent»             | 4:13         |
| 10. | «The One»                 | 5:41         |
| 11. | «The Scavenger's Camp»    | 2:33         |
| 12. | «Paying Respects»         | 4:45         |
| 13. | «On The Beach»            | 6:49         |
| 14. | «Secret of the Island»    | 2:16         |
| 15. | «The Oni»                 | 4:32         |
| 16. | «Whitman's Test»          | 5:10         |
| 17. | «Scaling The Ziggurat»    | 3:50         |
| 18. | «The Ritual»              | 4:05         |
| 19. | «A Survivor Is Born»      | 3:12         |
| 20. | «The Tomb Raider»         | 0:51         |

| №                   | Название                   | Длительность |
| ------------------- | -------------------------- | ------------ |
| 1.                  | «Alone»                    | 2:17         |
| 2.                  | «Crossroads»               | 3:37         |
| 3.                  | «Survivor»                 | 2:05         |
| 4.                  | «Survival Guide»           | 4:07         |
| 5.                  | «Tomb Raider Overture»     | 8:33         |
| 6.                  | «Scaling The Mountainside» | 4:48         |
| 7.                  | «Hunted»                   | 2:19         |
| 8.                  | «Credits»                  | 11:03        |
| Общая длительность: | Общая длительность:        | 38:53        |

## Отзывы и популярность

### Реакция на перезагрузку
Игровая пресса на заявления разработчиков о перезагрузке серии отреагировала неоднозначно. Обозреватель журнала «Игромания» отметил, что «многострадальный франчайз» перезагружался уже трижды, каждый раз игнорируя предыдущие наработки серии. Рецензент с сайта Kotaku заявил: «Если бы мой PC пришлось перезагружать столько же раз, сколько этот франчайз, я бы его давно выкинул». Критик от журнала «Страна игр» заявил, что большинство «уникальных черт» новой франшизы не новы, и юная и неопытная Лара уже появлялась в линейке серии, в The Last Revelation, Chronicles, Legend и анимации Pre-Teen Raider; квестовая структура, подобная sandbox-играм, встречалась в Underworld, а система прокачки — в The Angel of Darkness. После просмотра роликов с E3 2012 Сергей Цилюрик описывал Лару как хладнокровную убийцу и был предельно разочарован: «Выживание? Уязвимость? Концептуально новый подход? <…> Столько слов было сказано о том, какой новый Tomb Raider будет особенный, а оказалось, что он такой же, как и все».
Специалисты PlayGround.ru выразили мысль о том, что Crystal Dynamics двигается в правильном направлении — из-за изменений характера главной героини и геймплейной основы видеоигры проект повзрослел. Представитель портала Игры@Mail.Ru рассудил, что перезагрузка сосредотачивается не столько на изменении облика главной героини или геймплея, сколько на отказе от «груза прошлых лет», представляя возможность «отбросить все изжившие себя <…> творческие решения и положить начало новому витку развития Tomb Raider как сериала». Стейс Харман включил перезагрузку серии в список из 15 определяющих моментов Лары Крофт. Разработчики заявили, что фанатское сообщество восприняло новую концепцию «на удивление тепло».

### Отзывы о дебютном трейлере
Дебютный трейлер был благосклонно встречен критиками. Эрик Экстайн, специалист канала G4, назвал видео фантастическим и добавил: «Кинематографичность первого приключения Лары Крофт ошеломительна, она вызывает у фанатов неодолимое чувство увидеть новую игру». Обозреватель портала Game-OST назвал трейлер потрясающим, «…в нём есть всё: драма, режиссура, отличная музыка и похорошевшая, более жизненная Лара». Рецензент ресурса Thegameeffect.com Джош Гэрвуд (англ. Josh Garwood) заявил, что «впечатляющий» трейлер наполнен тонкими эмоциями, которые представляют главную героиню в таком образе, в котором её никто не видел — потерянную, испуганную и наполненную сомнением. Он посчитал, что видео заложило основу для будущих эпичных приключений. Критик EGM заметил, что графика и текстуры трейлера выглядят удивительными и по качеству являются лучшими за историю серии.
Том Гултер (англ. Tom Goulter), обозреватель сайта GamesRadar, отмечал множество несоответствий происходящему в трейлере и реальной жизни. Так, в начале видео Лара сильно ударяется головой о металлическую переборку, и, держась рукой за ушибленное место, движется дальше. В реальности же сотрясение мозга в нетяжёлой форме может и не приводить к серьёзным последствиям, однако зачастую оно вызывает такие симптомы, как ухудшение зрения, трудности при ходьбе, слабость, и может закончиться кровоизлиянием в мозг. Далее Крофт тонет в воде. Быстрое погружение должно вызвать непроизвольный вдох, и, соответственно, наполнить лёгкие водой. Однако в данном случае протагонистке может помочь сэкономить кислород нырятельный рефлекс млекопитающих. Согласно сюжету, стремительное падение между частями разрушающегося корабля приводит лишь к потере сознания. Однако на практике Лара Крофт, пролетевшая расстояние приблизительно в шесть этажей, с наибольшей долей вероятности должна сломать одну или несколько конечностей. А в случае, если бы героиня приземлилась на мелководье, то летальный исход был бы неизбежен.
По версии журнала 3D World magazine ролик «Точка возврата» назван трейлером года в номинации «Videogame Cinematic of the Year (FMV or trailer)». Награда присуждена за потрясающее изображение, техническое совершенство, производственный дизайн, историю и общее визуальное воздействие. В рейтинге «E3 2011: Best of E3 Awards» от журнала IGN проект выиграл конкурс на Лучший трейлер (англ. Best trailer) и получил аналогичные награды от портала GameSpy и веб-сайта Thegameeffect.com. В рейтинге ресурса Gameblog «Turning point» проиграл номинацию «Лучший трейлер» (фр. Meilleur trailer) компьютерной игре Assassin's Creed: Revelations. Согласно ресурсу GameTrailers, «Точка возврата» заняла 37-е место в глобальном рейтинге «Топ 100 трейлеров всех времён» (англ. Top 100 Trailers of All Time), однако номинация на «Трейлер года» осталась без победы.

### Насилие и полемика
После проведения выставки E3 2012 между разработчиками и прессой возникло недопонимание. Так, в начале июня 2012 года продюсер Рон Розенберг (англ. Ron Rosenberg) в интервью блогу Kotaku упомянул, что во время игры Лару возьмут в плен и попытаются изнасиловать. «… Она буквально превратится в загнанное животное. И это огромный шаг в её эволюции» — комментировал Рон. Журналисты интерпретировали это сообщение таким образом, будто изнасилование является тем самым определяющим моментом происхождения Лары Крофт, о котором неоднократно ранее заявляли представители студии. Пресса также обвиняла разработчиков в сексизме, лености сценаристов, излишнем сексуальном подтексте и чересчур жестоком обращении с главной героиней.
Мэри Гамильтон (англ. Mary Hamilton), помощник редактора газеты The Guardian, заявила, что подобная сцена не является естественным событием, таким как камнепад или укус радиоактивного паука. По её мнению, данный приём используют только ленивые — он позволяет относительно легко изобразить образ «плохого парня». Автор также вопрошала, почему угрозы убийства недостаточно для того, чтобы подчеркнуть женскую уязвимость. Заявления Розенберга, по её мнению, не внушают оптимизма, а вся сложившая ситуация — вопиющий случай неверного маркетинга. Одри Дрейк (англ. Audrey Drake), редактор портала IGN, выразила мысль, что Crystal Dynamics не стоило показывать трейлер, в котором «чувак толкает испуганную девушку к стене, пытается схватить её за задницу, не переставая при этом пускать слюни», а после говорить, что в игре отсутствует насилие. По мнению обозревателя это — явная ложь. Она отмечала, что в рядах разработчиков не должно быть подобных противоречий, а сделать изнасилование мотивацией для убийств — странно и бестактно. Вся эта ситуация выглядит как попытка добавить глубины к ранее поверхностной серии.
Дэн Уайтхед (англ.  Dan Whitehead), представитель Eurogamer, сообщал, что вся эта ситуация вызвала у него усталое отвращение. То, что зрители не видят фактического проникновения, не меняет того факта, что действия насильника «являются зловещей прелюдией к чему-то глубоко неприятному». Педантичная настойчивость разработчиков, утверждающих, что в игре нет фактического изнасилования, по мнению критика, не может явиться оправданием для происходящего. Стержень повествования провоцирует пассивный женский персонаж на негативные ответные действия. Уайтхед посчитал, что Crystal Dynamics, пытаясь уйти от карикатурно огромной груди и узких шорт главной героини, может решиться на более тошнотворные поступки, в которых невинность и слабость женщины станет фетишем. В итоге он заявил, что игры должны вырасти как по форме, так и по содержанию, прежде чем эксплуатировать «темы для взрослых».
Сергей Цилюрик заявил, что нет ни малейшего повода избегать подобной тематики, поскольку сексуальное насилие — это не фансервис, а «суровая правда жизни». Попадание симпатичной девушки в плен к разбойникам в конечном итоге должно приводить к изнасилованию, а утверждать обратное — ханжество. Если бы у разработчиков было больше смелости, то они «пошли бы дальше».
Дэррелл Галлахер в ответ на негативную реакцию сказал, что «сексуальное насилие — это категорически не та тема, которую мы хотим показать в игре», и заверил, что в дальнейшем Crystal Dynamics будет более осторожна с информацией, которая сообщается репортёрам. Ян Ливингстон, президент Eidos, заявлял, что слова Розенберга были неверно истолкованы, а сам скандал — раздут. Стюарт сообщил, что сказанное — всего лишь личное мнение Рона, и он, «конечно, оговорился». Карл посчитал, что обсуждаемая сцена прибавляет игре реализма, и подчеркнул Mature-рейтинг проекта. Позже он заявлял, что рассматриваемый фрагмент происходящего являет собой не более чем акт «физического устрашения». Игровые обозреватели предполагали, что спорная сцена будет вырезана, однако разработчики объявили, что ни один эпизод игры не будет подвергнут цензуре. Впоследствии Пратчетт считала, что подобная ситуация возникла из-за нехватки фактов. Так как на момент спора её имя не было анонсировано, она не могла лично прояснить ситуацию. «Многие до сих пор думают, что проблема заключается в сценарии, а не в контексте», — заявляла Рианна.

### Восприятие
| Сводный рейтинг       | Сводный рейтинг                                                   |
| Агрегатор             | Оценка                                                            |
| --------------------- | ----------------------------------------------------------------- |
| GameRankings          | 87,41 % (X360) 86,69 % (PC) 86,71 % (PS3) 85,76 % (PS4)           |
| Metacritic            | 87/100 (PS3) 86/100 (PC) 86/100 (X360) 84/100 (PS4) 87/100 (XOne) |
| Иноязычные издания    |                                                                   |
| Издание               | Оценка                                                            |
| Eurogamer             | 8/10                                                              |
| Game Informer         | 9,25/10 (X360)                                                    |
| IGN                   | 9,1/10 (PS3, X360)                                                |
| The Guardian          | [ 330 ]                                                           |
| Digital Spy           | [ 36 ]                                                            |
| Joystiq               | 4/5                                                               |
| Русскоязычные издания |                                                                   |
| Издание               | Оценка                                                            |
| Absolute Games        | 81/100 %                                                          |
| PlayGround.ru         | 9,4/10                                                            |
| Riot Pixels           | 73/100                                                            |
| «Игромания»           | 8/10 (PC)                                                         |
| «Страна игр»          | 9,5/10                                                            |

Сюжетная составляющая игры была негативно воспринята множеством критиков. Обозреватели подмечали наличие самоповторов, дыр, картонность персонажей второго плана и общую банальность и незатейливость. Олег Чимде заявлял, что возня с героями угнетает: «Доходит до смешного: в очередной раз потеряв их, Лара с боем прорывается через лес, едва не умирает под пулемётным огнём, потом добирается до цели, а ребята тут как тут и без единой царапинки». Героев игры обрисовывали небрежными штрихами, создав набор классических типажей: трусоватого учёного, храброго капитана, простоватого бугая и прочих. «Редкие взаимодействия Лары с компанией этих бедолаг оборачиваются для последней постоянными неприятностями, ибо команда решительно отказывается заниматься полезной деятельностью и перепоручает своё спасение хрупкой девушке. Так и продвигается сюжет: команда, словно призрак, изредка откуда-то материализуется, напутствует Лару и исчезает», — уточняет Глеб Клепцов. Впрочем, некоторые критики посчитали действие бодрым, а диалоги похожими на настоящие разговоры. Илья Янович, сотрудник русскоязычной версии портала IGN, почитал, что завязка проекта «притворяется» триллером в стилистике фильма «Изгой», а в последующем напоминает плохое кино «про наёмников и оккультистов на фоне пальм и японских храмов».
Рецензенты отмечали глупость мотивации главной героини. Главная цель ряда поисков — зажигалка, отвёртка и гаечный ключ. Лара замерзает, но игнорирует возможность создать импровизированную одежду, рабочая радиосвязь говорит о том, что любое судно может отправлять свои координаты на континент, Падальщики ищут героев по всему острову, несмотря на то, что точно знают, где они находятся. Алексей Макаренков, оценивая корни этой проблемы, подчеркнул опыт главного сценариста — Рианны Пратчетт. Её предыдущие достижения на сценарном поприще не требовали близкого внимания к сюжету в целом и постановочным деталям в частности. История, дающая надежду на глубину замысла, оборачивается банальными шалостями местного божества. Потеря проблематики не вызывает чувство сопереживания к героям игры, поскольку все они оказываются не более чем куклами, зачитывающими свой текст. Тем не менее, Рианна Пратчетт позиционировалась критиками как главный претендент на получение премии гильдии сценаристов Writers' Guild Awards.
Несколько иной взгляд сформировался на образ главной героини. Впервые за всю историю серии она становится похожей на человека. Обозреватели похвалили отторжение старого канона, смену эмоционального облика, преображение персонажа из невинной девушки в более классическую версию самой себя, а также визуальную глубину — мимику, пластику, прорисовку, правдоподобность движений и общую убедительность. Личность Лары характеризует её как живую, приятную в общении девушку с крепким внутренним стержнем. Однако была отмечена некая двойственность и фальшь — несмотря на истерику, крики, стоны, падения с большой высоты и многочисленные травмы, героиня может «в одиночку выкашивать целую армию вооружённых мужиков», и убивать волков голыми руками. Мучения Лары по поводу убийства человека сразу же сменяются расстрелом всего живого. В итоге Лара — сверхчеловек, приравниваемый к Нейтану Дрейку и Росомахе.
Игровой процесс, в целом, получил положительные отзывы критиков. Рецензент Game Informer Мэтт Миллер счёл, что геймплей оказался отлично сбалансированным — в нём наличествует и проработанный стелс, и грамотные перестрелки, поощряющие мобильность игрока, и интересные загадки, вплетённые в дополнительные миссии по расхищению гробниц. Критики также похвалили платформенную составляющую проекта и боевую систему, хотя некоторые из них отметили простоту и малое количество головоломок. Чимде писал, что несмотря на заверения разработчиков, преподносивших игру как симулятор выживания, указанная концепция в игре практически никак не использовалась, поскольку здоровье главной героини восстанавливается само по себе, нехватки боеприпасов в игре нет, а охота требуется исключительно для получения очков опыта. Корреспондент IGN Кеза Макдональд добавила, что survival-тематика кончается на двадцатой минуте игры. Денис Давыдов посчитал, что перед игроком предстаёт две реальности: одна сосредотачивается на выживании, вторая является гротескным аттракционом. Причём «вторая — победила, а первая — с треском провалилась». Подводя итог, он счёл, что Crystal Dynamics слишком поздно определилась со своими желаниями, и все благие начинания разработчиков упёрлись в маркетинг. Крис Терстен, критик PC Gamer, считал, что реальная слабость повествования Tomb Raider проистекает из неспособности выразить свои грандиозные идеи в геймплее.
Обозреватели отметили высокую кинематографичность проекта. Чимде положительно высказался о пафосных ракурсах, где «каждая сцена — зрелище». Лиам Мартин одобрил эффектность игровых роликов, удивительный визуальный стиль, создающий впечатление интерактивного фильма. Вогер, специалист Eurogamer Germany, был восхищён величием сцен, быстрым темпом действия и «адреналином во всём визуальном великолепии». Андреа Центини, специалист итальянского ресурса Everyeye.it, заявил, что Tomb Raider позволяет созерцать неописуемую, захватывающую дух, полную пафоса картину и мастерский дизайн уровней. Элли Гибсон, сотрудница интернет-издания Eurogamer, посчитала, что в игре встречаются моменты истиной красоты и философского просветления.
Большинство рецензентов сошлись во мнении, что многопользовательский режим оказался слабее одиночной кампании. Макдональд посчитала, что этот аспект игры оказался разочаровывающим. Геймплейные режимы были названы недостаточно разнообразными, а весь мультиплеер — скучным, местами завышенно сложным и абсолютно излишним. Мэтт Миллер писал: «Мультиплеер <…> чувствуется совершенно другой игрой во всём, начиная от мутных текстур и заканчивая небрежным чувством меры». Ряд интересных идей «хромает» из-за неудачного воплощения. Модернизация оружия и система разблокировки персонажей получились удачными, но вкупе они недалеко уходят от современных стандартов. Райан Талхоник, представитель ресурса GamesRadar, заявил, что многопользовательская составляющая проекта не реализована до конца и, по сути, не привносит ничего нового. Лиам Мартин добавил, что многопользовательский режим не представляет долгосрочной угрозы для тяжеловесов жанра.
Финальные оценки оказались достаточно высоки. Рейтинг проекта на большинстве платформ как на агрегаторе GameRankings, так и на Metacritic превышает отметку в 85 баллов. Подводя итог Олег Чимде назвал Tomb Raider «„Джейн Эйр“ от мира компьютерных игр», выразив мнение, что проект вполне может дать толчок для моды на самодостаточных персонажей. Глеб Клепцов посчитал, что в критичной массе игра не представляет игроку ничего нового. Survival-концепция оказалась не более чем пиар-акцией, однако зрелищность оказалась выше всяких похвал. Мэтт Миллер счёл Tomb Raider лучшей приключенческой игрой, в которую он когда либо играл, подчеркнув «оживление» главной героини за счёт нового видения серии. Янович выразил мысль, что смеси из чужих идей недостаточно для того, чтобы на что-то претендовать, однако проект видится как большая, красивая, дорогая и профессионально исполненная игра. Лиам Мартин, подводя итог, писал, что Tomb Raider стоит ценить за впечатляющие производственные технологии, роскошный видеоряд, компактный платформинг и удивительно приятную боевую систему.

## Сиквел и дополнения
Во время разработки Tomb Raider создатели заявляли, что в случае успеха проекта за ним последует продолжение, в котором будет повышена планка жестокости. В июне 2012 года Crystal Dynamics сообщила, что перезагрузка будет включать в себя как минимум ещё одну игру. В ней также будут наличествовать элементы открытого мира и сверхъестественного. Как сообщала писатель серии комиксов Гейл Симон, а, впоследствии, глава западного отделения Square Enix Фил Роджерс, проект разрабатывается для консолей следующего поколения. Продолжение носит название Rise of the Tomb Raider. Книга The Ten Thousand Immortals, написанная Дэно Эбнеттом и Ником Винсентом, сюжетно связывает данные части сериала.
Ещё до релиза игры представители студии обмолвились, что планируется создание нескольких сюжетных дополнений, либо повествующих о событиях, происходящих на острове параллельно с основной аркой событий, либо рассказывающих совершенно новую историю. Однако впоследствии Crystal Dynamics сообщила, что все дополнения к игре будут исключительно мультиплеерными. Они были представлены в виде загружаемого контента. Разработчики утверждали, что специалисты займутся созданием нового материала и не будут продавать фрагменты, вырезанные из готового продукта. Первый DLC первоначально появился на Xbox 360. По условиям договора с Microsoft он вышел 19 марта под названием Caves & Cliffs Map Pack (рус. Пакет карт Пещеры и Скалы). Впоследствии были выпущены такие DLC, как 1939 Map Pack и Shipwrecked Map Pack. Все они содержали дополнительные карты для многопользовательского режима. 8 мая разработчики обнародовали обновление Outfit, содержащее три новых костюма для Лары.

## Экранизация
Анонс третьего фильма серии состоялся в марте 2011 года. Он был согласован Square Enix с компанией GK Films. Продюсерами картины выступили Грэм Кинг и Тимоти Хэдингтон. Как и игра, фильм стал перезагрузкой кинофраншизы. В мае того же года стало известно, что написать сценарий взялись Марк Фергус и Хоак Остби, однако впоследствии их сменила Марти Ноксон, а за ней — Эван Догерти, после — Женева Робертсон-Дуарет. Фильм снят в сотрудничестве с Metro-Goldwyn-Mayer. Представитель GK Films заявил, что цель кампании состоит в съёмках такой киноленты о происхождении героини серии, которая поставит Лару Крофт в один ряд с такими персонажами, как Эллен Рипли и Сарой Коннор. Кинг говорил:
Послушайте, кассовые сборы <предыдущей картины> были катастрофой, но я нахожу интересной историю о том, как Лара Крофт стала той, кем её все знают. Это важная черта. У нас была куча отличных персонажей, много экшена и веселья, но сейчас для меня эта картина представляет собой нечто иное. Я и вправду не хочу снимать фильм, который был бы похож на предыдущие работы; я больше тяготею к перезагрузке франшизы, и мы собираемся сделать всё, чтобы она оказалось удачной.
Первоначально было неизвестно, будет ли фильм сюжетно связан с игрой. Карл Стюарт заявлял, что цель студии состояла в максимальном сближении сюжетной линии киноленты и девятой части серии, и как минимум основа истории — выживание на острове — останется неизменной в обоих проектах. В интервью журналу The Hollywood Reporter бренд-директор серии сказал, что десятичасовая игра будет значительно отличаться от 90-минутного блокбастера в сторону сокращения сюжета. В конце 2015 года режиссёром ленты был назначен Роар Утхауг. Обозреватели отмечали малую вероятность того, что главную роль в фильме сыграет Анджелина Джоли. Кинг в одном из интервью заявлял, что на главную роль пробовались около 30 девушек. 28 апреля 2016 года стало известно, что роль Лары Крофт сыграет шведская актриса Алисия Викандер. Планировалось, что фильм появится в 2013 году, однако премьера состоялась 15 марта 2018 года.